# Uniontown (Alabama)
Pour les articles homonymes, voir Uniontown.
Uniontown est une municipalité américaine située dans le comté de Perry en Alabama.
Selon le recensement de 2010, sa population est de 1 775 habitants. La municipalité s'étend sur 1,33 milles carrés (3,44 km2).

## Démographie
| 1850 | 1870  | 1880 | 1890 | 1900  | 1910  | 1920  | 1930  |
| ---- | ----- | ---- | ---- | ----- | ----- | ----- | ----- |
| 290  | 1 444 | 810  | 854  | 1 047 | 1 836 | 1 359 | 1 424 |

| 1940  | 1950  | 1960  | 1970  | 1980  | 1990  | 2000  | 2010  |
| ----- | ----- | ----- | ----- | ----- | ----- | ----- | ----- |
| 1 869 | 1 798 | 1 993 | 2 133 | 2 112 | 1 730 | 1 623 | 1 775 |